# Andrea Raccagni Noviero
Andrea Raccagni Noviero (Genua, 26 januari 2004) is een Italiaans wielrenner die sinds 2025 rijdt voor de Belgische wielerploeg Soudal Quick-Step. In de twee jaar daarvoor reed hij voor het opleidingsteam van deze wielerploeg.

## Carrière
Raccagni Noviero reed in 2021 en 2022 voor het lokale wielerteam Work Service Speedy Bike. Hij won de Europese titel voor junioren op de ploegenachtervolging op de baan in 2022 en in hetzelfde jaar won hij dezelfde discipline op de wereldkampioenschappen voor junioren in Tel Aviv.
In 2023 reed hij voor het Soudal-Quick-Step Devo Team waarmee hij derde werd in de Omloop Mandel-Leie-Schelde. In 2024 werd hij Italiaans kampioen op de tijdrit voor beloften. Dat jaar werd hij ook derde in Brussel-Opwijk, Tour des 100 Communes en Gent-Wevelgem/Kattekoers-Ieper. Later in het jaar werd hij tweede in de openingstijdrit van de Giro d'Italia Next Gen. Hij werd vervolgens zevende op de tijdrit voor beloften op de Europese kampioenschappen en dertiende op de tijdrit voor beloften op de wereldkampioenschappen in Zürich.
In oktober 2024 tekende hij een driejarig contract met Soudal Quick-Step.

## Belangrijkste overwinningen

### Baanwielrennen
2022
 Europees kampioen ploegenachtervolging voor junioren
 Wereldkampioen ploegenachtervolging voor junioren

### Wegwielrennen
2022
1e etappe Gran Premio Eccellenze Valli del Soligo (ploegentijdrit)
2024
 Italiaans kampioen tijdrijden beloften

#### Resultaten in voornaamste wedstrijden
|      | \| Jaar \| Parijs-Roubaix \| \| ---- \| -------------- \| \| 2025 \| 115e \| |
| Jaar | Parijs-Roubaix                                                               |
| 2025 | 115e                                                                         |

#### Resultaten in kleinere rondes
| Jaar | Tour Down Under |
| ---- | --------------- |
| 2025 | 108e            |

## Ploegen
- 2023 –  Soudal-Quick-Step Devo Team
- 2024 –  Soudal-Quick-Step Devo Team
- 2025 –  Soudal-Quick Step